# Palau Sabardera
Palau Sabardera o Palau-Sabardera (oficialmente y en catalán Palau-saverdera) es un municipio español de la comarca del Alto Ampurdán en la provincia de Gerona, Cataluña.
Su término llega a la sierra de Rodas, con la cima de Verdera (670 m.) que es el punto más alto, con otra zona del término que corresponde donde había el antiguo lago de Castelló de Ampurias, que con la desecación se ha convertido en terreno de labranza. Hay una parte que pertenece al parque natural de las Marismas del Ampurdán.
Posee agricultura de secano, con cereales, olivos y viñas.
Su referencia más antigua es del año 882. Perteneció al condado de Ampurias.

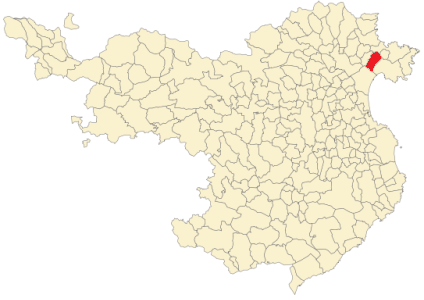
Situación de Palau Sabardera en la provincia de Gerona

## Entidades de población
- Palau Sabardera
- Bellavista
- Mas Isaac
- Mas Bohera

## Demografía
Palau Sabardera cuenta con una población de 1503 habitantes (INE 2024).
| Gráfica de evolución demográfica de Palau Sabardera entre 1842 y 2021 |
| |
| Población de derecho según los censos de población del INE Población de hecho según los censos de población del INEEn estos censos se denominaba Palau Sabardera: 1842, 1857 y 1860 En estos censos se denominaba Paláu-Sabardera: 1877, 1887, 1897, 1900, 1910, 1920, 1930, 1940, 1950, 1960, 1970 y 1981 |

| Nacionalidad | Hombres | Mujeres | Total | %      | Proporción |
| ------------ | ------- | ------- | ----- | ------ | ---------- |
| Española     | 535     | 540     | 1075  | 73.0 % |            |
| Extranjera   | 208     | 189     | 397   | 26.9 % |            |

| 1497 | 1515 | 1553 | 1717 | 1787 | 1857 | 1877 | 1887 | 1900 |
| ---- | ---- | ---- | ---- | ---- | ---- | ---- | ---- | ---- |
| 33   | —    | 42   | 191  | 700  | 1128 | 1252 | 1229 | 969  |

| 1910 | 1920 | 1930 | 1940 | 1950 | 1960 | 1970 | 1981 | 1990 |
| ---- | ---- | ---- | ---- | ---- | ---- | ---- | ---- | ---- |
| 978  | 1144 | 924  | 883  | 805  | 776  | 767  | 666  | 724  |

| 1992 | 1994 | 1996 | 1998 | 2000 | 2002 | 2004 | 2006 | — |
| ---- | ---- | ---- | ---- | ---- | ---- | ---- | ---- | - |
| 695  | 771  | 753  | 797  | 931  | 975  | 1031 | 1197 | — |

## Símbolos

### Escudo
El escudo de Palau Sabardera se define por el siguiente blasón: 
«Escudo embaldosado: de oro, un palacio de sinople abierto. Por timbre una corona mural de pueblo.»
Fue aprobado el 2 de diciembre de 1992 y publicado en el DOGC número 1684 el 18 del mismo mes. El palacio de sinople, o verde, es un señal parlante alusivo al nombre del pueblo.

### Bandera
El municipio también tiene oficializada un diseño para la bandera:
«Bandera apaisada, de proporciones dos de alto por tres de ancho, bicolor en barra verde y amarilla.»
Fue aprobada el 3 de mayo de 1994 y publicada en el DOGC número 1987 el 16 del mismo mes.

## Patrimonio
- Iglesia de San Juan siglo XI, románica, destacan sus tres ábsides con decoración lombarda, en la fachada de poniente tiene un campanario de espadaña, reconstruido.
- Tiene dólmenes y sepulcros megalíticos. Como el dolmen del Mas Bofill y el de la Devesa
- Yacimiento neolítico de Can Isaac
- Castillo; conserva dos torres circulares.